# Bitte Nohrin Jernberg
Anna Eva-Britt Bitte Nohrin Jernberg, tidigare Karlsson och Harney, ogift Jernberg, född 21 februari 1953 i Orsa församling i Kopparbergs län, är en svensk barn- och ungdomsförfattare.
Bitte Nohrin Jernberg bor i Kallmora by i Orsa kommun i Dalarna, där hon också är uppvuxen. Hon skriver för barn och ungdom, ofta i fantasyform. Hon är politiskt förtroendevald för Socialdemokraterna i kommun och landsting.  